# Daniel Santoro
Daniel Santoro (Buenos Aires, 21 de enero de 1954) es un pintor argentino, conocido por su mundo artístico basado en la iconografía peronista. 

## Biografía
Nació en Buenos Aires, hijo de madre y padre calabreses en el barrio de Constitución en 1954. Egresó de la Escuela Nacional de Bellas Artes Prilidiano Pueyrredón. A comienzos de los '70 ya estaba en la Escuela Nacional de Bellas Artes y había comenzado a compartir sus inicios en el camino del arte con su militancia en el peronismo. Desde 1978 participó de treinta exposiciones colectivas y salones. 
En 1982 entró a trabajar en el taller de escenografía del Teatro Colón, experiencia que va a ser esencial para la presentación posterior de muchos proyectos artísticos, como "Lecturas del Billiken" o "los Arcanos Porteños", incluyendo posteriormente sus enfoques del mundo peronista. Hacia fines de la década viaja a Singapur, invitado a exponer en la feria con motivo de los cien años de su Independencia. Allí presenta las tintas sobre el tango. Su serie de Gardel y los Samuráis tuvo un gran éxito, corroborado por las posteriores invitaciones para exponer en Oriente. Es en aquellos viajes donde se consolida el deseo del artista de aprender la escritura china. El aprendizaje del chino lo implicó a un modo de pensar radicalmente distinto al de cualquier lengua occidental, como también sus incursiones en el sánscrito, hebreo, la cábala, la cosmogonía china, Lao Tse y Confucio. 
Presentó diez exposiciones individuales. A través de viajes, estudios y exposiciones en Oriente, conoció la escritura china, así como tradiciones y filosofía oriental. 
En varias de sus muestras confluyen la evocación de iconos de la cultura argentina peronista con notorios elementos de la cultura oriental. La teatralización de la política es un dato visual permanente en la obra de Santoro. 

Aparecen en su obra la iconografía religiosa (no sólo cristiana sino también oriental), el atiborramiento de signos, la sobrecarga simbólica en la que la estética y el léxico peronistas se vuelven un canon y un ritual: las fábricas humeantes, la radio como difusión de las ficciones y del Estado, la construcción de obra pública, el mundo escolar y la transmisión política del credo, la propaganda y el autobombo, la teatralización de la política, la entrada de Eva en la inmortalidad, el luto obligatorio, los souvenires peronistas, los grasitas y descamisados, el gorilismo, las traiciones, la violencia, el golpe del ‘55, la sangre derramada, la creación del mito y de la leyenda negra, etc.
En 2012, por su trayectoria a lo largo de la última década recibió un Diploma al Mérito de los Premios Konex en la disciplina "Pintura: Quinquenio 2007 - 2011".

### Exposiciones

#### Un mundo peronista
La exposición Un mundo peronista surgió de los tres Manuales del niño peronista, libros de artista dibujados y hechos a mano por el propio Santoro. Allí fue recorriendo su punto de vista de la historia peronista en un diario político en imágenes: en esos libros desfilan Perón y Evita, las “verdades peronistas”, los iconos justicialistas, la relectura de las publicaciones oficiales y revistas partidarias y el llamado costado siniestro del peronismo, en combinación con la escritura visual y los ideogramas chinos.
En el cuadro “La tercera posición” están presentes los elementos estéticos de Santoro: las manos cortadas de Perón, las imágenes que representan las “20 verdades peronistas” y los veinte puntos de entrada para las agujas que se usan en la acupuntura china. A su vez las manos están en un pedestal. Cada una, en la base del monumento lleva un título: “Izquierda” y “Derecha”. El fondo de ese cuadro es una escena de construcciones grandilocuentes, neoclásicas, como la de la Fundación Eva Perón y los bustos de Perón y Evita. 
El crítico Raúl Santana dice en el catálogo de la exposición: 

“En su sueño, el artista fue el niño peronista –acaso defraudado por la actualidad” “La primera vez que vi los tomos del Manual del niño peronista y las pinturas y objetos surgidos a partir de ellos, vinieron a mi mente los manuales de nuestra infancia, esos pilares de nuestra educación que intentaron grabar para siempre en nuestra vida (o al menos se lo proponían), esos ideales y paradigmas que terminarían con el desencanto cuando el niño ya adulto tuviera los primeros choques con la dura realidad”

#### La isla de los muertos
En parte de su obra utiliza homenajes a otras iconografías conocidas, como el cuadro llamado "la isla de los muertos" del pintor suizo Arnold Böcklin, reinterpretado ahora como Eva Perón llegando a la isla de los muertos, o Peron mismo en la isla de los muertos, uniéndose así Santoro a una larga lista de artistas influenciados por la poderosa imagen de ese cuadro famoso. Sobre esta interpretación, Norberto Griffa ecribio:

Hay una pintura que juega de una manera enigmática y contrastante con este universo: La isla de los muertos. Sobre la estructura del conocido cuadro de Arnold Böcklin, Santoro presenta el edificio de la CGT, mientras que del agua, en la que circula la barca de Caronte llevando el alma de los muertos, emerge, aunque casi hundida, la cabeza de Eva. La CGT está en la isla de los muertos... Eva hundida en el Leteo, el río del olvido que los muertos atraviesan. Como si la fuerza espontánea de la vida del pueblo (Eva Peron) fuera olvidada para tener acceso a la estructura del poder político.

### Crítica
También realizó activamente la crítica al medio artístico vanguardista argentino en diversos artículos. Entre ellos, en "La Otra Mirada" critica el desprecio de los galeristas de Buenos Aires por el arte latinoamericano y escribió: 

"Me pregunto si no estaremos disparándonos un tiro en los pies al ignorar nuestro imaginario vernáculo, que es todo un mundo vacante de representación. [parece que] ser parte de la cultura latinoamericana no es una buena noticia para el grueso de nuestros especialistas y curadores; ellos prefieren el estándar minimalista internacional, que se ve más acorde a nuestra legendaria elegancia de europeos supernumerarios."

## Libros
- Rimbaud para principiantes - 1999
- Manual del niño peronista - 2002
- Evita para principiantes - 2002
- El quijote - 2005